# Il viaggio di Elisabet
Il viaggio di Elisabet (in norvegese, Julemysteriet) è un romanzo pubblicato nel 1992 dallo scrittore norvegese Jostein Gaarder.

## Trama
Joachim ottiene un calendario dell'Avvento magico in regalo. Da calendario, ogni giorno, un pezzo di carta viene fuori dalla finestrella del giorno. Ogni pagina racconta la storia di Elisabet Hansen, che insegue un agnello giocattolo spuntato da un grande magazzino di Oslo. Mentre insegue l'agnello, incontra gli angeli Ezraele, Muriele, Serafiele, Cherubiele e Gabriele i pastori Giosuè, Giacobbe, Isacco e Daniele, i Re Magi Gaspare, Baldassarre e Melchiorre,  Quirinio governatore di Siria, Augusto imperatore romano, locandiere.